# Moški svetovni rekord v metu kopja
Moški svetovni rekord v metu kopja. Prvi uradno veljavni rekord je leta 1912 postavil Eric Lemming z 62,32 m, aktualni rekord pa Jan Železný 25. maja 1996 z 98,38 m. Mednarodna atletska zveza uradno priznava skupno 46 svetovnih rekordov, v letih 1986 in 1991 je bil zaradi spremembe rekord vrnjen nazaj.

## Razvoj rekorda
| Dolžina (m) | Atlet                  | Datum              | Prizorišče     | Vir   |
| ----------- | ---------------------- | ------------------ | -------------- | ----- |
| 62,32       | Eric Lemming (SWE)     | 29. september 1912 | Stockholm      | [ 1 ] |
| 66,10       | Jonni Myyrä (FIN)      | 25. avgust 1919    | Stockholm      | [ 1 ] |
| 66,62       | Gunnar Lindström (SWE) | 12. oktober 1924   | Eksjö          | [ 1 ] |
| 69,88       | Eino Penttilä (FIN)    | 8. oktober 1927    | Viipuri        | [ 1 ] |
| 71,01       | Erik Lundqvist (SWE)   | 15. avgust 1928    | Stockholm      | [ 1 ] |
| 71,57       | Matti Järvinen (FIN)   | 8. avgust 1930     | Viipuri        | [ 1 ] |
| 71,70       | Matti Järvinen (FIN)   | 17. avgust 1930    | Tampere        | [ 1 ] |
| 71,88       | Matti Järvinen (FIN)   | 31. avgust 1930    | Vaasa          | [ 1 ] |
| 72,93       | Matti Järvinen (FIN)   | 14. september 1930 | Viipuri        | [ 1 ] |
| 74,02       | Matti Järvinen (FIN)   | 27. junij 1932     | Turku          | [ 1 ] |
| 74,28       | Matti Järvinen (FIN)   | 25. maj 1933       | Mikkeli        | [ 1 ] |
| 74,61       | Matti Järvinen (FIN)   | 7. junij 1933      | Vaasa          | [ 1 ] |
| 76,10       | Matti Järvinen (FIN)   | 15. junij 1933     | Helsinki       | [ 1 ] |
| 76,66       | Matti Järvinen (FIN)   | 7. september 1934  | Torino         | [ 1 ] |
| 77,23       | Matti Järvinen (FIN)   | 18. junij 1936     | Helsinki       | [ 1 ] |
| 77,87       | Yrjö Nikkanen (FIN)    | 25. avgust 1938    | Karhula        | [ 1 ] |
| 78,70       | Yrjö Nikkanen (FIN)    | 16. oktober 1938   | Kotka          | [ 1 ] |
| 80,41       | Bud Held (USA)         | 8. avgust 1953     | Pasadena       | [ 1 ] |
| 81,75       | Bud Held (USA)         | 21. maj 1955       | Modesto        | [ 1 ] |
| 83,56       | Soini Nikkinen (FIN)   | 24. junij 1956     | Kuhmoinen      | [ 1 ] |
| 83,66       | Janusz Sidło (POL)     | 30. junij 1956     | Milano         | [ 1 ] |
| 85,71       | Egil Danielsen (NOR)   | 26. november 1956  | Melbourne      | [ 1 ] |
| 86,04       | Albert Cantello (USA)  | 5. junij 1959      | Compton        | [ 1 ] |
| 86,74       | Carlo Lievore (ITA)    | 1. junij 1961      | Milano         | [ 1 ] |
| 87,12       | Terje Pedersen (NOR)   | 1. julij 1964      | Oslo           | [ 1 ] |
| 91,72       | Terje Pedersen (NOR)   | 2. september 1964  | Oslo           | [ 1 ] |
| 91,98       | Jānis Lūsis (URS)      | 23. junij 1968     | Saarijärvi     | [ 1 ] |
| 92,70       | Jorma Kinnunen (FIN)   | 18. junij 1969     | Tampere        | [ 1 ] |
| 93,80       | Jānis Lūsis (URS)      | 6. julij 1972      | Stockholm      | [ 1 ] |
| 94,08       | Klaus Wolfermann (FRG) | 5. maj 1973        | Leverkusen     | [ 1 ] |
| 94,58       | Miklós Németh (HUN)    | 25. julij 1976     | Montreal       | [ 1 ] |
| 96,72       | Ferenc Paragi (HUN)    | 23. april 1980     | Tata           | [ 1 ] |
| 99,72       | Tom Petranoff (USA)    | 15. maj 1983       | Los Angeles    | [ 1 ] |
| 104,80      | Uwe Hohn (GDR)         | 20. julij 1984     | Vzhodni Berlin | [ 1 ] |

Leta 1986 so bila sprejeta nova pravila:
| Dolžina (m) | Atlet                  | Datum              | Prizorišče  | Vir   |
| ----------- | ---------------------- | ------------------ | ----------- | ----- |
| 85,74       | Klaus Tafelmeier (FRG) | 21. september 1986 | Como        | [ 1 ] |
| 87,66       | Jan Železný (TCH)      | 31. maj 1987       | Nitra       | [ 1 ] |
| 89,10       | Patrik Bodén (SWE)     | 24. marec 1990     | Austin      | [ 1 ] |
| 89,58       | Steve Backley (GBR)    | 2. julij 1990      | Stockholm   | [ 1 ] |
| 89,66       | Jan Železný (TCH)      | 14. julij 1990     | Oslo        | [ 1 ] |
| 90,98       | Steve Backley (GBR)    | 20. julij 1990     | London      | [ 1 ] |
| 91,98       | Seppo Räty (FIN)       | 6. maj 1991        | Šizuoka     | [ 1 ] |
| 96,96       | Seppo Räty (FIN)       | 2. junij 1991      | Punkalaidun | [ 1 ] |

Zaradi spremembe pravil glede kopja leta 1991 je bil rekord vrnjen na 89,58 m.
| Dolžina (m) | Atlet               | Datum           | Prizorišče       | Vir   |
| ----------- | ------------------- | --------------- | ---------------- | ----- |
| 89,58       | Steve Backley (GBR) | 2. julij 1990   | Stockholm        | [ 1 ] |
| 91,46       | Steve Backley (GBR) | 25. januar 1992 | North Shore City | [ 1 ] |
| 95,54       | Jan Železný (CZE)   | 6. april 1993   | Pietersburg      | [ 1 ] |
| 95,66       | Jan Železný (CZE)   | 29. avgust 1993 | Sheffield        | [ 1 ] |
| 98,48       | Jan Železný (CZE)   | 25. maj 1996    | Jena             | [ 1 ] |